# Ascyltus ferox
Espèce
Synonymes
- Hyllus ferox Rainbow, 1897

Ascyltus ferox est une espèce d'araignées aranéomorphes de la famille des Salticidae.

## Distribution
Cette espèce est endémique des Tuvalu.

## Description
La carapace de la femelle holotype mesure 6 mm de long sur 5 mm et l'abdomen 7 mm de long sur 4 mm.

## Publication originale
- Rainbow, 1897 : The arachnidan fauna of Funafuti. Memoirs of the Australian Museum, vol. 3, no 1, p. 105-124 (texte intégral).